# Original Sin (альбом INXS)
Original Sin — двенадцатый и последний студийный альбом австралийской рок-группы INXS, вышедший в 2010 году. Диск состоит из кавер-версий песен INXS; каждая композиция исполнена приглашённым вокалистом. англ. J.D. Fortune, выступивший в роли вокалиста на предыдущем альбоме INXS, Switch, записал вокал для композиций «The Stairs» и «Love Is (What I Say)».
Original Sin, поданный членами группы как трибьют-альбом, даёт новую интерпретацию старых хитов INXS. «Мы переоткрыли эти песни. Некоторые из них исполнены оркестром, некоторые раздеты, а некоторые заставят вас разбираться, что же это такое» — Джон Фаррисс.
Альбом стал доступен с 28 октября 2010 года в цифровом формате и с 16 ноября 2010 — на физических носителях. На американском издании альбома дуэт Бена Харпера и Милен Фармер в «Never Tear Us Apart» заменён на сольное исполнение Бена Харпера.

## Список композиций
| №   | Название                                           | Автор(ы)                                         | Вокал                                | Длительность |
| --- | -------------------------------------------------- | ------------------------------------------------ | ------------------------------------ | ------------ |
| 1.  | «Drum Opera»                                       | Джон Фаррисс                                     | —                                    | 2:56         |
| 2.  | «Mediate»                                          | Эндрю Фаррисс                                    | Tricky                               | 4:08         |
| 3.  | «Original Sin»                                     | А.Фаррисс, Майкл Хатченс                         | Rob Thomas & DJ Yaleidys             | 4:20         |
| 4.  | «Never Tear Us Apart»                              | А.Фаррисс, Хатченс; французский текст - М.Фармер | англ. Ben Harper & Mylène Farmer     | 3:57         |
| 5.  | «Beautiful Girl»                                   | А.Фаррисс, Хатченс                               | англ. Patrick Monahan                | 4:08         |
| 6.  | «New Sensation»                                    | А.Фаррисс, Хатченс                               | Deborah De Corral                    | 3:42         |
| 7.  | «Just Keep Walking»                                | А.Фаррисс, Хатченс                               | англ. Dan Sultan                     | 3:06         |
| 8.  | «Devil Inside *»                                   | А.Фаррисс, Хатченс                               | англ. Ben Harper & англ. Nikka Costa | 5:25         |
| 9.  | «Mystify»                                          | А.Фаррисс, Хатченс                               | англ. Loane & John Mayer             | 5:49         |
| 10. | «To Look at You»                                   | А.Фаррисс                                        | Kav Temperley                        | 3:59         |
| 11. | «Kick»                                             | А.Фаррисс, Хатченс                               | Nikka Costa                          | 5:10         |
| 12. | «Don’t Change»                                     | INXS                                             | Andrew Farriss & англ. Kirk Pengilly | 4:15         |
| 13. | «The Stairs»                                       | А.Фаррисс, Хатченс                               | англ. J.D. Fortune                   | 4:31         |
| 14. | «Love Is (What I Say) **»                          | А.Фаррисс, Хатченс                               | англ. J.D. Fortune                   | 3:49         |
| 15. | «Never Tear Us Apart (Orchestral Instrumental) **» | А.Фаррисс, Хатченс                               | —                                    | 3:50         |

* — только делюкс-издание
** — бонус-треки

## Участники записи
- Гарри Гэри Бирс — бас-гитара
- Эндрю Фаррисс — клавишные, гитара
- Джон Фаррисс — ударные, перкуссия
- Тим Фаррисс — гитара
- Кирк Пенгилли — ритм-гитара, саксофон, вокал